# Ars poetica
Ars poetica är en term som ordagrant betyder "skaldekonsten", som syftar till uppställandet av formella regler för hur man bör dikta. Tidiga exempel av ars poetica av Aristoteles och Horatius har överlevt som poetik, och har i sin tur inspirerat till flera dikter med samma namn.